# Jens Lattmann

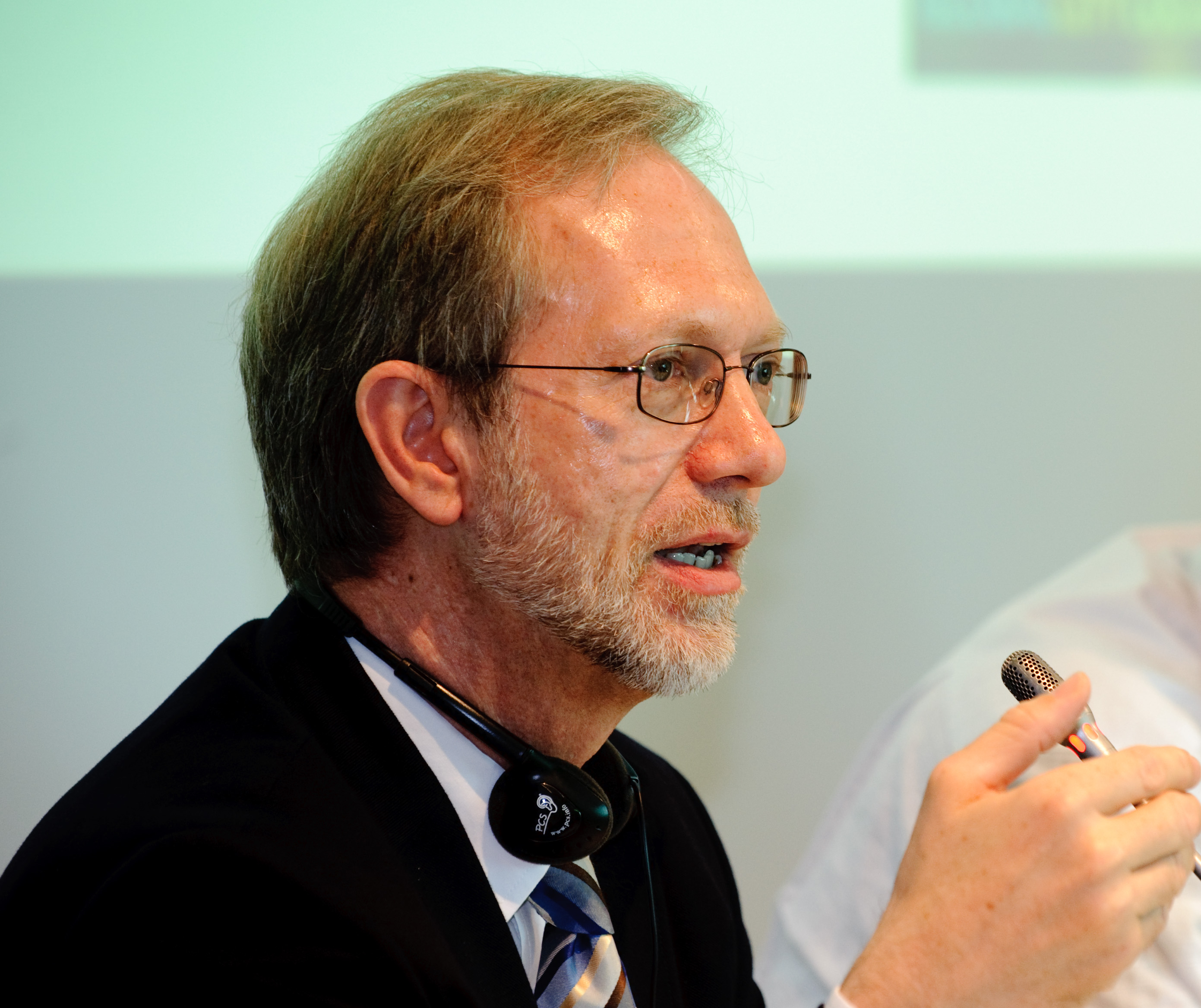
Jens Lattmann

Jens Lattmann (* 27. Juni 1954) ist ein deutscher Politiker der SPD und war als politischer Beamter vom 24. März 2011 bis zur Pensionierung im November 2017 Staatsrat in der Finanzbehörde in Hamburg.
Jens Lattmann ist Jurist und 1983 in die Hamburgische Verwaltung eingetreten. Er hat seitdem verschiedene Positionen bekleidet. Unter anderem war er von 1988 bis 1992 persönlicher Referent beziehungsweise Büroleiter des Präses der Finanzbehörde. Von 1992 bis 1995 war Jens Lattmann Finanzreferent und hat Hamburg im Finanzausschuss des Bundesrats auf Arbeitsebene vertreten. Ab 1996 war er Berater des Ersten Bürgermeisters als Vorsitzender des Vermittlungsausschusses in Fragen der Finanzpolitik und ab Januar 2000 Beigeordneter des Deutschen Städtetages, zuständig für das Dezernat Umwelt und Wirtschaft.